# Desert septentrional de l'Àsia central
El desert septentrional de l'Àsia central és una ecoregió de l'ecozona paleàrtica, definida pel WWF (clau d'ecoregió: PA1310), que comprèn un vasta àrea compresa entre el Kazakhstan meridional i l'Uzbekistan.

## Territori
Aquesta ecoregió inclou la península de Manguistau, el sector central de l'altiplà Ustiurt i les àrees que limiten amb el llac Balkhash al nord i al sud. El relleu és bastant variat en forma i origen. Dins de l'ecoregió es troben les planes baixes de la costa a prop del Mar Càspia, platges àrides gairebé sense vegetació (el sector septentrional de l'Ustyurt i la part occidental de Betpak-Dala), planes de grava i melkosopochnik (de manera que es mostren a les terres altes russes fortament marcades per l'erosió, com les que caracteritzen la península de Mangyshlak, el sector oriental de Betpak-Dala i la part de l'ecoregió al nord del llac Balkhash). Aquí també hi ha deserts de sorra (com Muyunkum) i extensions de sorra prop de la costa nord del llac Aral i els voltants del llac Balkhaix. Aquestes vastes àrees consisteixen en argiles i al·luvions per les ribes del curs inferior dels rius Chu, Ili i Emba.
El clima continental es caracteritza per un ampli interval de temperatura, amb temperatures mitjanes entre –10 i –15 °C al gener i 24 i 26 °C al juliol. La precipitació es distribueix uniformement entre temporades, de vegades amb pics registrats a la primavera. A la regió hi cauen de mitjana 100-150 mm de pluja per any, en alguns casos fins a 200 mm. En aquest territori comença a sentir-se la influència de l'anticicló asiàtic.

## Flora
A l'ecoregió predominen les espècies perennes d'halòfils. Entre les espècies que prevalen sobre els sòls argilosos de la regió hi ha Anabasis salsa i Salsola orientalis i, a la part occidental, Artemisia terrae-albae, A. turanica i A. gurganica. La comunitat de plantes constituïda de Salsola arbuscula i Nanophyton erinaceum són característiques de sòls de grava. Típics dels sòls sorrencs són plantes psammòfiles petites com Krascheninnikovia ceratoides, Artemisia terrae-albae, A. santolina i A. songarica, arbustos com Calligonum aphyllum i Ephedra lomatolepis, i herbes psammòfiles com Agropyron fragile.
La flora de primavera efímera no és tan rica com la dels deserts meridionals, però en alguns anys el sòl està decorat amb tulipes de colors (Tulipa greigii, T. Albertii). En el Solontxac dominen petites plantes halòfiles suculentes com Atriplex verrucifera, Kalidium foliatum, K. schrenkianum i Halocnemum strobilaceum, i d'espècies halòfiles anuals (espècies del gènere Petrosimonia, Climacoptera i Suaeda).
Spiraeanthus schrenkianus (una relíquia de l'època Cenozoica) és una planta rara que creix a la zona central de Betpak-Dala. S'associa a una comunitat específica d'espècies pròpies dels ecosistemes del desert de la península de Mangyshlak, l'altiplà Ustyurt i la depressió del riu Illi.

## Fauna
Els mamífers més comuns dels deserts del nord de l'Àsia central són els eriçons d'orelles llargues (Hemiechinus auritus), eriçó de Brandt (Paraechinus hypomelas) i la llebre de Tolai (Lepus tolai). El suslic de dents llargues (Spermophilus fulvus) és característic dels deserts argilencs i s'alimenta de plantes efímeres. En l'ecoregió s'hi troba una àmplia varietat de rosegadors com ara els gerbil·lins (Rhombomys, Meriones) i més de deu espècies de dipòdids (Allactaga, Dipus, Paradipus, Eremodipus, Stylodipus). Tant els gerbil·lins com els dipòdids tenen un paper important en l'ecosistema dels deserts argilencs. Els caus cavats pels gerbil·lins, profunds i nombrosos, de fet impedeixen el desenvolupament de la vegetació. Tots dos, però, constitueixen una part important de la dieta dels depredadors nocturns com mussols, Turons de l'estepa (Mustela eversmanii) guineu de l'estepa (Vulpes corsac). Entre les espècies endèmiques de gerbil·lins s'inclou la rata del desert (Selevinia betpakdalaensis), el jerbu dels dits de pinta (Paradipus ctenodactylus) i el jerbu de tres i cinc dits (Salpingotus heptneri, Salpingotus pallidus, Cardiocranius). Endèmics són també representants de diversos altres tipus de mamífers (incloent Diplomesodon, Spermophilopsis, Pygeretmus, Allactodipus, Eremodipus).
La saiga (Saiga tatarica) va ser un cop bastant comú en tots aquests deserts, on va venir a passar l'hivern. Tanmateix, el nombre d'espècimens ha estat molt reduït. També són rars i amenaçats d'extinció la gasela persa (Gazella subgutturosa) i el turó marbrat (Vormela peregusna). A la dècada dels vuitanta es van realitzar els primers intents de reintroduir el kulan, una subespècie del ase asiàtic (Equus hemionus) en l'ecoregió. Fins a no fa molt temps, el guepard (Acinonyx jubatus) sobrevivia encara en algunes parts d'aquesta ecoregió.
Entre les aus més grans d'aquesta ecoregió estan l'hubara asiàtica (Chlamydotis macqueenii), la ganga euroasiàtica (Pterocles alchata), la xurra (P. orientalis), el corredor del desert (Cursorius cursor) l'àguila real (Aquila chrysaetus), l'àguila de l'estepa (A. nipalensis), l'àguila marcenca (Circaetus gallicus), l'aufrany comú (Neophron percnopterus) i el falcó sagrat (Falco cherrug). Entre les espècies d'aus més comunes figuren el còlit pàlid (Oenanthe isabellina), el còlit del desert (O. deserts), Sylvia nana, Ammomanes deserti), el corb del desert (Corvus ruficollis) i el botxí septentrional (Lanius excubitor). Podoces panderi és una representant rar i inusual de la família dels Còrbids. Rar és també el passeriforme del desert asiàtic (Passer zarudnyi). L'hubara asiàtica és una de les espècies d'aus més amenaçades d'aquesta regió. Migra de l'Aràbia Saudita, a través d'Iran i Pakistan, a l'Uzbekistan, Kazakhstan i Turkmenistan. Està amenaçat per caçadors d'elit, que gasten grans quantitats de diners per tenir l'oportunitat de caçar-los.
La llista de rèptils del desert inclou una gran quantitat d'agama-cap de granota, com ara la de l'Uzbekistan (Phrynocephalus rossikowi), l'agama-cap de granota tacada (P. guttatus), P. strauchi, la de cua negra (P. maculatus), P. interscapularis i P. helioscopus. Entre els altres rèptils figuren dragons (Alsophylax pipiens, A. laevis), el dragó d'ulls de granota (Teratoscincus scincus), Ophiomorus chernovi, el corredor de les sorres (Eremias scripta), el corredor de les sorres d'ulls negres (I. nigrocellata), el varà gris (Varanus griseus), la serp derafshi (Lytorhynchus ridgewayi), Elaphe sauromates i la cobra de l'Àsia central (Naja oxiana). La fauna invertebrada dels deserts sorrencs és particularment rica, és representada d'espècies que llagostes, tenebriònids, scarabeids, papallones, tèrmits i formigues.

## Conservació
A l'ecoregió hi ha algunes àrees protegides, però segons els conservacionistes de la WWF, la creació d'un zapovednik transfronterer entre Turkmenistan, Kazakhstan i l'Uzbekistan seria fonamental. A més, la baixa densitat de població de l'altiplà Ustyurt ofereix importants oportunitats per a la conservació de la natura.
Una de les conseqüències desafortunades de les dificultats socials i econòmiques actuals ha estat la falta de fons per a activitats de conservació de la natura. No obstant això, tres reserves importants encara estan realitzant el seu treball molt bé. La reserva de Barsa-Kelmes (regió Kyzylorda) es va establir el 1939 i es troba a l'illa del mateix nom al llac Aral. Amb una superfície de 30.000 hectàrees, acull unes 250 espècies de plantes. Entre les espècies protegides aquí inclouen el cul salvatge asiàtic, gaseles gozzuta (Gazella subgutturosa), la guineu corsac, llop (Canis lupus) i 203 espècies diferents d'aus. La reserva natural més gran de Gaplaňgyr es troba a la frontera entre les ecoregions dels deserts del nord i sud de l'Àsia central. S'estén sobre l'altiplà d'argila homònima, que és una extensió meridional de l'altiplà Ustyurt. Aquí hi ha algunes espècies rares d'animals, incloent gaseles de gola (Gazella subgutturosa), el dell'Ustuyrt Urial (Ovis orientalis cycloceros) i el teixó de mel (Capensis mellivora). Una gran població d'antílops saiga emigren aquí del nord del Kazakhstan per passar l'hivern. Entre les plantes superiors presenten aquí són el card de Jiva, tulipa turcmans, Gypsophila d'Antonia, acàcia de sorres de Karelin i altres 55 espècies endèmiques. Establert el 1984 en un territori de 223.000 hectàrees, la reserva Ustiurt (de Manghystau Regió) protegeix una part de l'altiplà del mateix nom. Alberga una rica varietat de flora i fauna, incloent 261 plantes, 27 mamífers, 111 ocells i 27 rèptils. Un exemple positiu de gestió i conservació dels ecosistemes es pot observar al Parc Nacional Altyn-Emel (459.627 hectàrees). Situat a la vall del riu Ili, al Kazakhstan, es va establir el 1996 en una reserva existent de 48.000 hectàrees estat de fluctuació. Malgrat el desenvolupament de l'ecoturisme i la gran caça regularitzada del joc, la població d'ungulats presents aquí és cada vegada més gran. Per exemple, la població dels 32 Kulan reintroduits inicialment a la reserva s'havia elevat a 80 el 1988 i 500-600 en 2000. A la reserva també viuen al voltant de 7.000 gaseles goll (que eren aproximadament 3.000 en 1988), al voltant de 4000 cabres salvatges siberianes i 200 argalis.